# Planet Telex
Singles de Radiohead
My Iron Lung
(1994) Fake Plastic Trees
(1995)
Planet Telex est la première chanson de l'album The Bends de Radiohead.
Ce thème ouvre l'album The Bends, et ce, de façon explosive. Jonny Greenwood joue l'intro au clavier, puis entre la guitare électrique. Thom Yorke commence à chanter, puis vient tout le groupe.
Anciennement, la chanson portait le nom de Planet Xerox, mais le groupe l'a modifié parce que Xerox est le nom d'une entreprise d'imprimerie. 